# Onthophagus laminidorsis
Onthophagus laminidorsis là một loài bọ cánh cứng trong họ Bọ hung (Scarabaeidae).